# Boston (U-Boot)
Die Boston (SSN-703) war ein Atom-U-Boot der United States Navy und gehörte der Los-Angeles-Klasse an. Namenspatron für sie war die Stadt Boston, Massachusetts.

## Geschichte

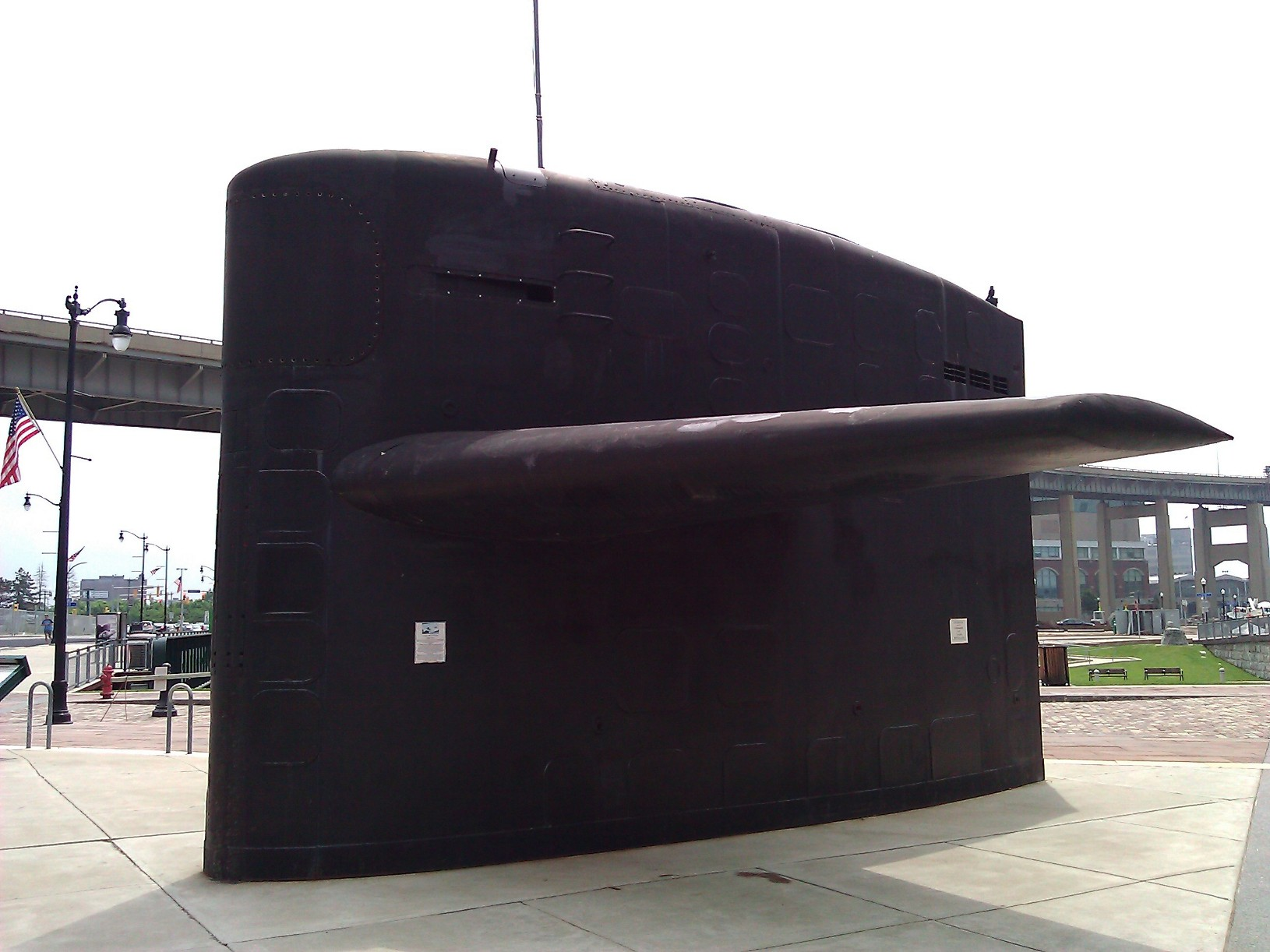
Turm der Boston in Buffalo

SSN-703 wurde 1973 bei Electric Boat in Auftrag gegeben und wurde dort im August 1978 auf Kiel gelegt. Im Trockendock verbrachte die Boston 20 Monate, ihr Stapellauf fand am 19. April 1980 statt. Ende Januar 1982 wurde das U-Boot schließlich offiziell in Dienst gestellt.
Nach einer Dienstzeit von 17 Jahren beendete die Boston ihre Laufbahn mit der Teilnahme an der Übung UNITAS, die mit zahlreichen Marinen Süd- und Mittelamerikas rund um den südamerikanischen Kontinent stattfindet. Am 19. November 1999 wurde das Boot außer Dienst gestellt.
2002 wurde die Zerlegung in der Puget Sound Naval Shipyard (Ship-Submarine Recycling Program) beendet. Lediglich das Ruder und der Turm wurden konserviert und sind heute im Buffalo and Erie County Naval & Military Park in Buffalo, New York ausgestellt.

## In der Fiktion
Boston spielt eine Rolle in Tom Clancys Roman Im Sturm. Sie ist an der Beschießung von russischen Flugplätzen mit Marschflugkörpern BGM-109 Tomahawk beteiligt.